# 章昭薰
章昭薰（1932年5月—2002年），男，祖籍安徽绩溪，生于上海，中华人民共和国军事人物，中国人民解放军少将，曾任江苏省军区司令员，第七届全国人大代表。